# 川本三郎
川本三郎（1944年7月15日—）是日本藝文評論者，也是讀賣文學獎和Suntory學藝獎社會風俗類作品評審。川本曾任朝日新聞社記者，任職《朝日雜誌》編輯部期間，曾採訪朝霞自衛官命案兇手「K」，為其藏匿證物，事後又委託他人燒毀證物，審訊期間一度基於新聞倫理堅持為兇手「K」保密，因而被判有期徒刑十個月、緩刑兩年，是日本媒體史上著名的倫理案件。被朝日新聞社免職後，川本成為自由文字工作者，寫下當年的記者生涯，於1986年至1987年間在雜誌《SWITCH》的專欄上發表，引發日本輿論熱議。